# Deputerad

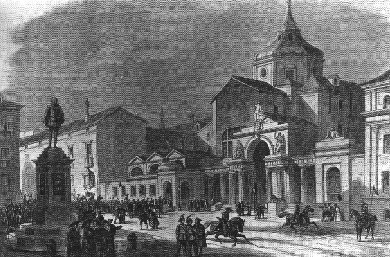
Gravyr av Deputeradekongressen i Madrid, (1843).

Deputerad (på spanska diputado (mask.)/ diputada (fem.)) är en person som ingår i en deputeradekammare, nationalförsamling, lagstiftande församling eller representanthus och, i allmänhet, i ett parlament. I länder med tvåkammarsystem ingår de vanligtvis i underhuset, medan överhuset består av senatorer. 
De har ansvar för att vara folkets representanter och väljs i fria och hemliga val av medborgarna.

## Regler

### Argentina
På grund av att Argentina är organiserat som en federal stat finns det nationella deputerade (federala) och deputerade för provinserna, detta ger större oberoende och frihet att agera i interna ärenden för varje provins.
Den argentinska konstitutionen fastställer en lagstiftande makt med två kammare (deputerade och senatorer). De nationella deputerade väljs med ett proportionellt system i 24 distrikt som motsvarar de 23 provinserna och den autonoma staden Buenos Aires. Mandaten sträcker sig över fyra åt och hälften av ledamöterna förnyas vartannat år.
Varje provins utformar sin regering under en provinskonstitution. Några har lagstiftande församlingar i två kammare, andra inte. I majoriteten av provinserna finns det en deputeradekammare.

### Colombia
Ledamöterna i kongressens undre kammare kallas för ”representanter”. Termen ”deputerad” (diputado) använder man för ledamöterna i landets kammare i departementen (motsvarar ”län”).

### Spanien
Enligt den spanska konstitutionen 1978 representeras det spanska folket av Deputeradekongressen och Senaten. De två kamrarna bildar Cortes Generales. De utövar den lagstiftande makten, fastställer skatter, kontrollerar den verkställande makten och utövar den ytterligare makt som tillfaller den enligt konstitutionen. Före 1977 kallades ledamöterna i deputeradekongressen för Procurador en Cortes, och senatorerna, Consejero.
Ingen kan samtidigt vara deputerad och senator. Uppdraget som deputerad är inkompatibelt med ett motsvarande uppdrag i en församling i en autonom communidad. Mandaten för ledamöterna i las cortes är inte reglerade.
Antalet deputerade kan uppgå till 300–400 och måste utses i fria, allmänna, hemliga och direkta val. Valkretsarna i provinserna Ceuta och Melilla representeras var och en av en deputerad.

### Venezuela
På grund av att Venezuela är organiserat som en federal stat så finns det nationella (federala) deputerade och statliga deputerade, detta ger större oberoende och frihete att agera i interna ärenden i varje stat.
Venezuelas konstitution (1999) fastställer en lagstiftande församling i en kammare som kallas  Asamblea Nacional. De nationella deputerade väljs i varje valkrets genom hemliga allmänna val med proportionell representation och direktröstning.  Varje valkrets väljer dessutom tre deputerade. Mandaten sträcker sig över fem år och de kan återväljas.